# 扶桑 (戦艦)
扶桑（ふそう/ふさう）は、大日本帝国海軍の戦艦。
扶桑型戦艦の1番艦。日本独自の設計による初の超弩級戦艦である。扶桑の名の由来は日本国の古い異名の一つであり、同名を頂く艦としては二代目となる（初代扶桑は1878年竣工の装甲フリゲート）。
艦内神社は男山八幡宮（石清水八幡宮）および伊勢神宮。

## 艦歴
第三号戦艦として1912年（明治45年）3月11日に呉海軍工廠で起工。1914年（大正3年）3月28日に第三号戦艦は「扶桑」と命名された。伏見宮博恭王立会いのもと進水。同日附で戦艦に類別される。1915年（大正4年）11月8日に竣工した。3万t級の巨艦をドックで建造することは、世界初の試みであった。ドック方式の進水式は船台進水より派手さがないため、「扶桑」の場合は圧縮空気で紙吹雪を飛ばしている。

### 竣工後
1923年（大正12年）9月1日、関東大震災が発生。9月3日、「扶桑」は東京出身の海軍兵学校生徒41名をのせて東京へ向かった。
1924年（大正13年）7月、高松宮宣仁親王や源田実など海軍兵学校52期生235名が卒業するに際し、摂政宮（大正天皇皇太子、即位前の昭和天皇。高松宮兄宮）が海軍兵学校卒業式に行啓する予定が組まれ、摂政宮の御召艦は「扶桑」（艦長米内光政大佐）に指定された。だが行啓直前に「扶桑」で腸チフス患者が発生し、摂政宮行啓は中止になった。

### 第一次近代化改装
「扶桑」はワシントン海軍軍縮条約後に主砲天蓋の強化や主砲指揮所の新設などの改装を受けた。1930年（昭和5年）4月に呉海軍工廠で近代化改装に入り、1933年（昭和8年）5月12日にその工事は完了した。問題となっていた主砲発射による爆風の対策として、艦橋部分の新設と改装、装甲防御の増設と改善、更に7.6センチ砲等対空砲の搭載と、主砲仰角の引き上げという具合に攻防両面の能力向上が図られた。機関部は艦本式タービンや重油専焼缶への換装が行われ最大速力が24.7ノットへ向上、前部缶室区画が居住区や燃料タンクにされ航続距離が16ノットで11,800浬になった。この時に増設した艦橋の頂上までの高さは、およそ水面から50m以上にも達し、同型艦の「山城」と共に日本戦艦中最高となった。全長11m級の巨大な精密模型も製作され、海軍兵学校の「扶桑講堂」に展示された。
高い艦橋が不安定に見えるようになったが、艦橋形状と三番砲塔の向きの違いが「山城」との区別点となっている。なお建造から第一次改装までは「扶桑」の三番砲塔も砲口が艦尾方向を向いていた。第一次改装後に機関出力がほぼ倍増され、速力も公試時には24ktを発揮したが、実速は21.5ktに留まり、安定して24.5ktの速力を出せる伊勢型戦艦2隻、最高速力25kt強の長門型戦艦2隻と戦隊を組む事には支障があったともされるが、長門型や伊勢型と同じ戦隊を組むことができたという当時の艦長の証言もある。
なお、ワシントン海軍軍縮条約の前後に扶桑型を41cm砲搭載艦にする改装案があったが、条約で主砲や舷側装甲の変更が禁止されたため実現しなかった。
1933年（昭和8年）11月15日附で、高松宮宣仁親王（海軍大尉）が扶桑分隊長（主砲後部砲台長）として配属される。荒木艦長以下が特別待遇をするので、親王が呆れる事もあった。謎の自殺者が出た際には『いやはや不景気な艦である』と評している
1934年（昭和9年）2月4日、連合艦隊司令長官末次信正中将が巡視に訪れて激励した。4月1日、戦艦の魚雷装備廃止にともない、有田雄三（扶桑水雷長）は重巡洋艦「摩耶」に転任した。
9月11日、「扶桑」以下第一艦隊は舞鶴を出発。連合艦隊演習にともない、北海道、朝鮮半島各地、大連（旅順港）等を航海する。26日より第一戦隊旗艦は「扶桑」から「日向」に変更された。艦隊は青島市を経由して、10月5日佐世保に戻った。11月、高松宮は海軍大学校（甲種学生第34期）入学のため、「扶桑」を退艦した。

### 第二次近代化改装
第二次近代化改装は、第一次から僅か一年後の1934年（昭和9年）10月下旬から実施され、1935年（昭和10年）2月19日まで、同じく呉で行われた。この時にバルジを増設、艦尾を約5メートル程延長し、全長も212.75mとなった。水平防御も強化された他、艦橋上の測距儀も8mのものに換装され射撃指揮装置も一新された。対空火器の増設や水上偵察機の搭載を行った。後年のレイテ沖海戦には電探も搭載された。機関も改修され出力が5000馬力増加し、改装後の公試では24.7ktを発揮した。外観上の特徴としては、煙突が1本になった。捷一号作戦の頃は扶桑型が示した速力は改装前と変わらない18kt〜21.5kt程度に止まり、日本戦艦中最も遅い戦艦となったとされる。一方で、戦闘運転で26ノットを出したという証言もある。主砲一斉射撃時の爆風についても鶴岡信道（第33代扶桑艦長。当時大佐）は特に問題なかったとするが、遠距離射撃時の散布界が広くなる傾向は否めなかったとしている。また水平防御（対250kg爆弾）については不安を抱えており、『結果的には、扶桑、山城という戦艦は、本来、太平洋戦争で使ってはならないフネだったわけですね。』と回想している。

### 太平洋戦争序盤から中盤まで
太平洋戦争緒戦では、真珠湾攻撃に向かった機動部隊の後詰め・曳航艦として山本五十六連合艦隊司令長官が座乗する第一戦隊（長門、陸奥）他第一艦隊各艦と共に出撃した。北緯30度、東経160度の「K点」まで進出する予定だったが、12月11日に反転、12月13日に日本・柱島泊地に戻った。「扶桑」乗組員への功績評価は「功労甲」であった。
1942年（昭和17年）のミッドウェー作戦では5月29日に日本を出撃、6月4日に第一戦隊（大和、長門、陸奥）以下主隊と分離しアリューシャン諸島へ向かった。だがアメリカ軍と交戦することはなく、6月17日に日本へ戻った。それ以降の「扶桑」、「山城」、「伊勢」、「日向」は出撃機会もなく、いわゆる『柱島艦隊』として、実弾射撃訓練に従事したり、海軍兵学校の練習艦として使用された。
1943年（昭和18年）6月1日、「扶桑」艦長は古村啓蔵大佐から鶴岡信道大佐に交代（古村大佐は、6月9日附で戦艦「武蔵」艦長）。
6月8日、瀬戸内海柱島泊地に停泊していた「扶桑」、「長門」等は戦艦「陸奥」の爆沈に遭遇した。「陸奥」艦長三好輝彦大佐は、「扶桑」艦長室にて鶴岡(扶桑)艦長（6月1日発令。6月7日「扶桑」に到着。三好とは海軍兵学校の同期）と歓談したあと「陸奥」に戻り、爆発にまきこまれて戦死した。「扶桑」や「長門」以下各艦は共同で「陸奥」生存者の救助をおこなった。
7月には、「長門」と共に航空隊の演習目標艦となった。なお、同型艦「山城」が練習艦として日本本土にとどまっていたのに対し、「扶桑」はトラック泊地に進出することになった。
8月17日に連合艦隊司令長官古賀峯一大将直率の主力部隊（戦艦「大和」、「長門」、「扶桑」、空母「大鷹」、巡洋艦「愛宕」、「高雄」、「能代」、駆逐艦「涼風」、「海風」、「秋雲」、「夕雲」、「若月」、「天津風」、「初風」）として呉を出撃し、23日にトラックへ到着。以降はトラック泊地で待機した。
姉妹艦達が輸送任務を終えて日本に戻っても「扶桑」はトラック泊地にとどまり、1944年（昭和19年）2月のトラック島空襲直前にリンガ泊地へ移動している。

### 昭和19年の行動
1944年5月中旬、「長門」とともに機動部隊・乙部隊に臨時編入。5月14日にタウイタウイへ進出。
1944年（昭和19年）6月初旬の渾作戦に、渾部隊指揮官左近允尚正第十六戦隊司令官指揮のもと、扶桑は第十六戦隊（青葉、鬼怒）、第五戦隊（妙高、羽黒）、第十駆逐隊（風雲、朝雲）、第十九駆逐隊（浦波、敷波）、第二十七駆逐隊（春雨、五月雨、白露、時雨）と共に出撃する。渾作戦部隊は、ビアク島に上陸したアメリカ軍を撃退すべく同方面に進出した。間接護衛隊（扶桑、風雲、朝雲）は、アメリカ艦隊を誘い出すための陽動部隊（囮）であった。
6月3日、アメリカ軍哨戒機に発見された事、アメリカ軍機動部隊出現の報告(誤認)など受けて退避、間接護衛隊（扶桑、風雲、朝雲）および各隊はミンダナオ島のダバオへ戻った。「扶桑」の士官によれば、「扶桑」と重巡洋艦「青葉」がいち早く退避したことで司令官は叱責されたという。「扶桑」はマリアナ沖海戦には参加せず、そのままダバオで待機を続けた。
7月1日、第四駆逐隊（山雲、野分、満潮）に護衛され、「扶桑」はダバオを出港。

「扶桑」隊はタラカン島タラカンに寄港して燃料を満載しつつ（2日〜8日）、日本本土へ向かった。
14日、敵潜水艦と思しき存在に対し照射射撃を行う。第四駆逐隊とは宿毛湾で分離した。「扶桑」は呉工廠にて修理と機銃の増設工事を行った。
9月10日附で第二戦隊（司令官西村祥治中将：山城、扶桑）が編制される。
9月22日、第二戦隊（山城、扶桑）は第十七駆逐隊（浦風、浜風、雪風、磯風）に護衛されて内地を出撃、ブルネイを経由してリンガ泊地にむかう。航海中の24日、第二戦隊は第一遊撃部隊（指揮官栗田健男第二艦隊司令長官）に編入された（連合艦隊電令作第431号）。10月上旬、第二戦隊はリンガ泊地に到着した。

### スリガオ海峡夜戦での最期

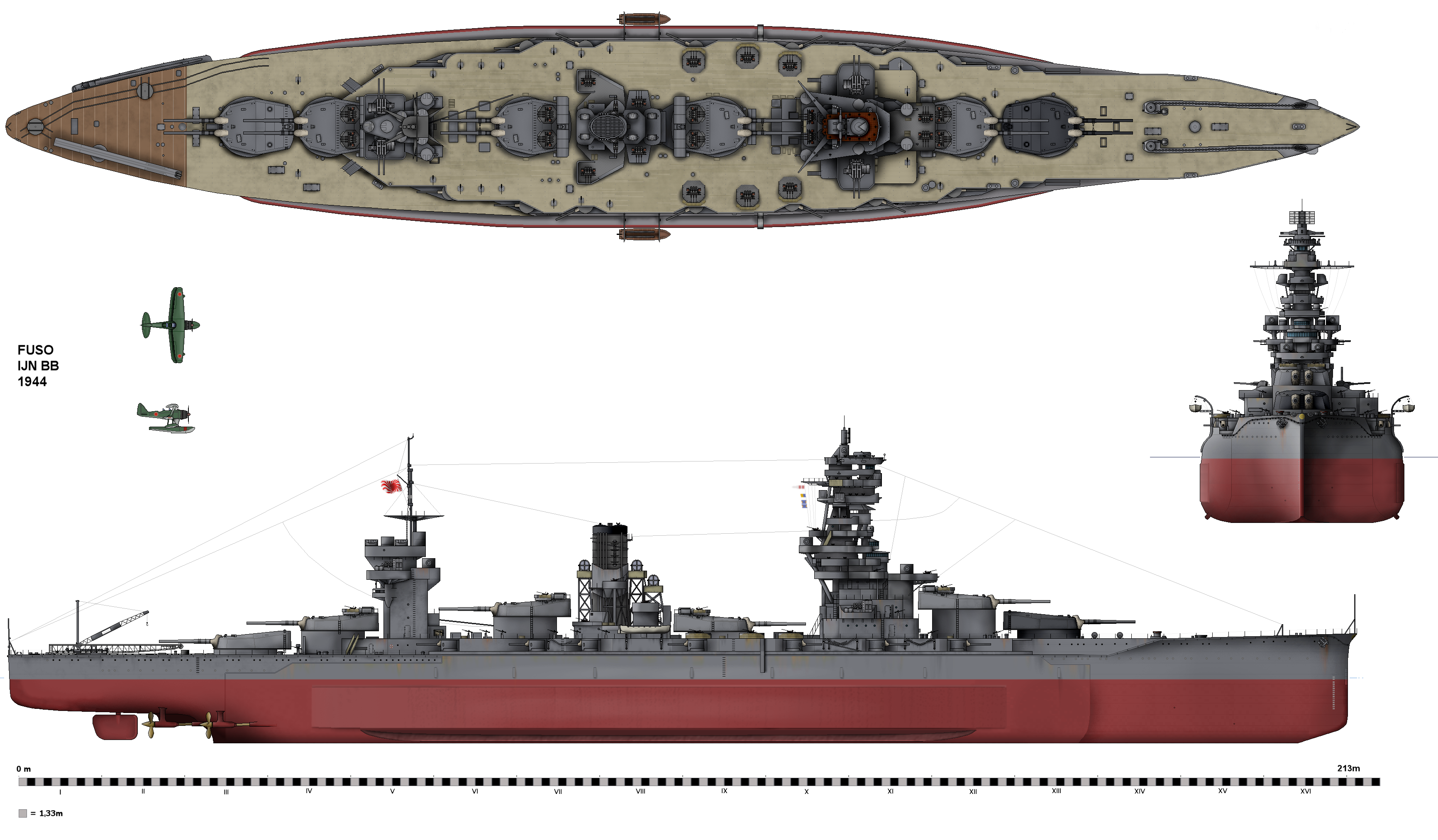
開戦前の改装工事および出師準備工事によって、航空機艤装は船体後部に移設され、対空機銃は25mm連装機銃を主力換装されている。大戦中の装備の増強は不明な点も多いが、25mm三連装、連装、単装機銃に13mm機銃多数が追加され、二一号、二二号、一三号電探（レーダー）も加えられたとされる。

1944年（昭和19年）10月25日未明、第一遊撃部隊第三部隊（通称西村艦隊）は指揮官西村祥治第二戦隊司令官の指揮のもと、戦艦「山城」、「扶桑」、重巡洋艦「最上」、駆逐艦「満潮」、「朝雲」、「山雲」、「時雨」という戦力でレイテ湾へ突入中、スリガオ海峡でアメリカ艦隊の集中攻撃を受け、「時雨」を残して全滅した。「扶桑」も雷撃を受け沈没した。経過は以下の通り。
10月22日朝、栗田艦隊（第一遊撃部隊　第一部隊・第二部隊）はブルネイ泊地を出撃、西村艦隊（第三部隊）は午後3時に同泊地から出撃した。対空機銃を増設した関係で、「扶桑」には定員より多い約1300名が乗艦していたとされる。劣速で航続力の少ない第三部隊は当初より第一遊撃部隊（指揮官栗田健男第二艦隊司令長官）とは分離し、敵哨戒機により発見される可能性が高い代わりにレイテ湾への最短航路を経由する事が決定されていた為、同24日、第一遊撃隊とは別コースのスリガオ海峡を通り抜けてレイテ湾を目指した。栗田艦隊（とくに戦艦武蔵）がアメリカ軍機動部隊の攻撃を一身に受けていたために、西村艦隊はミンダナオ海で急降下爆撃機約20（空母「エンタープライズ」、「フランクリン」所属機）による空襲を受けたのみであった。

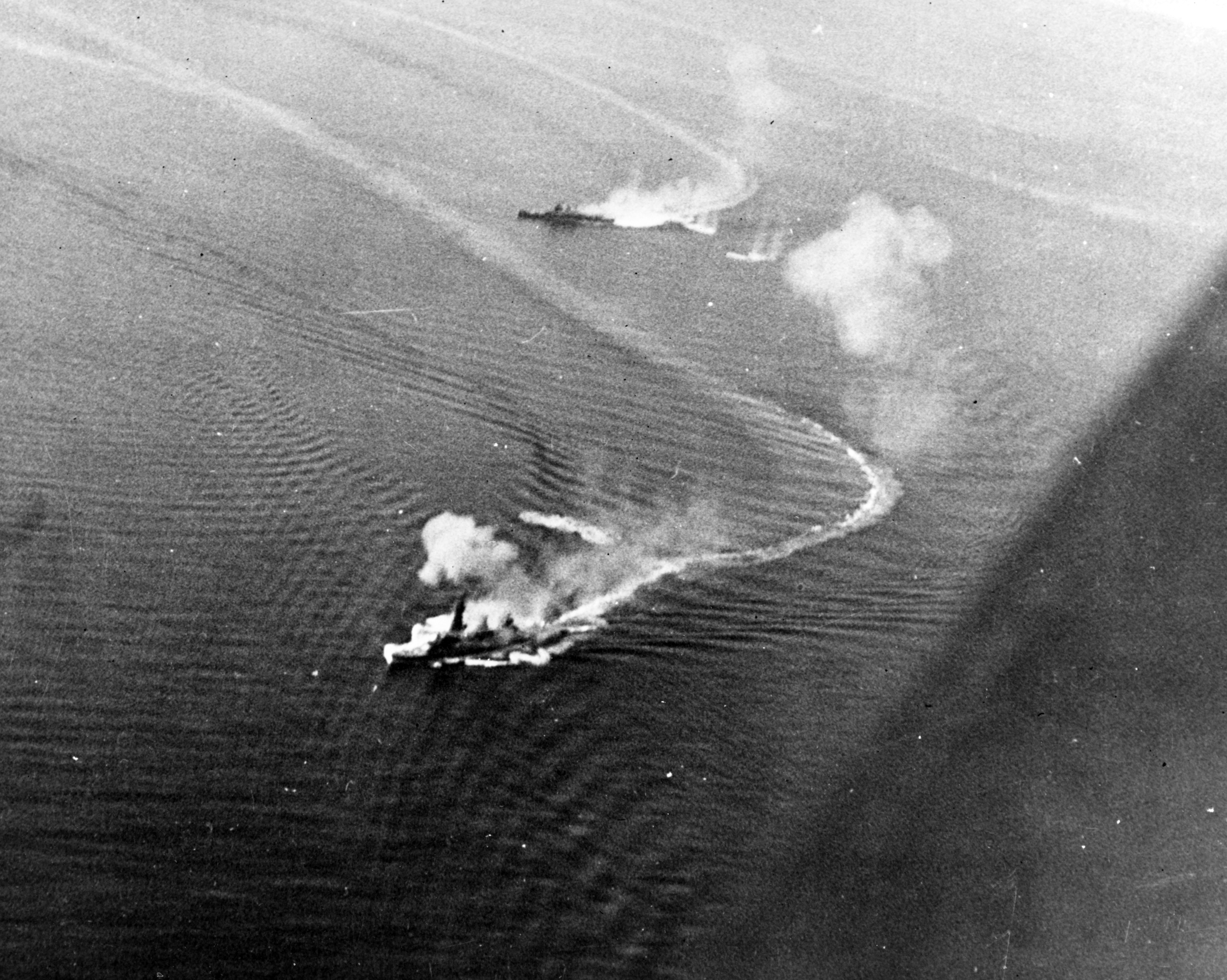
米艦載機を砲撃中の「扶桑」と「最上」(写真上段)

「扶桑」はカタパルト附近に爆弾1発を受け、航空用ガソリンに引火して約1時間燃え続けた。「最上」は『扶桑後部ニ爆弾一命中観測機一機炎上　後部ニ破口ヲ生ジタル外大ナル被害ナシ』と報告した。
『雑誌丸エキストラ　5月号別冊』によれば、至近弾で後部甲板に装着していた爆雷が爆発し、搭載していた九四式水偵2機に引火。水偵に搭載していた小型爆弾が爆発した事で後部甲板は火の海となり、舵取機室以外の司令官室とその周辺の用具庫などを吹き飛ばされただけでなく、前艦橋右舷の第一カッター・ダービット近くの甲板にも命中弾を受ける事となった。また、空襲の際に投下された250kg爆弾は副砲の一番砲廊を貫き、中毒者収容室と被服庫の辺りを貫通し、前部水圧機室で爆発した。この爆発によって水圧機室は大破し付近の防水隔壁が押し上げられた事で、扶桑中甲板と上甲板の床を突き上げられるという損害を受けただけでなく、副砲一番砲員、弾火薬庫員がほぼ全滅し、医務室士官、前部応急員十数名が即死し被服事務室、厨房事務室が破壊された。更に、前部水圧機室が破壊された事で「扶桑」の第一、第二砲塔の操作に支障が起き、被弾の衝撃で浸水が発生し右舷に2度傾斜した。応急処置がほどこされたものの、傾斜は復元されず、そのままの状態で進む事となった。
同日夜、アメリカ海軍の魚雷艇部隊がスリガオ海峡の入り口に待ち構えていたため、西村艦隊は重巡洋艦「最上」と駆逐艦「朝雲」、「満潮」、「山雲」を先行させ、直率の「山城」、「扶桑」、「時雨」の探照灯で魚雷艇を攻撃しつつ航行した。
明けて10月25日、ジェシー・B・オルデンドルフ少将が率いるアメリカ軍の第7艦隊第77任務部隊第2群は、丁字陣形で西村艦隊を待ち構えていた。西村艦隊は「満潮」→「朝雲」→「山城」《旗艦》→「扶桑」→「最上」、「山城」の右1.5kmに「山雲」、左に「時雨」という単縦陣で海峡に侵入した。さらに完全な単縦陣に移行しつつ砲撃を開始、魚雷艇部隊や駆逐艦隊に向けて砲弾を放った。午前3時、アメリカ軍の駆逐艦隊は魚雷27本を発射、うち1本が「扶桑」右舷に命中した。「最上」戦闘詳報では午前3時以降の攻撃で扶桑右舷中央部に魚雷が命中して落伍、「最上」が「山城」の後ろに続行したと記録されている。なお、西村中将は扶桑が落伍したことを知らなかったとみられる。
その後午前3時10分（アメリカ軍記録3時38分）、「扶桑」第三・第四砲塔の弾火薬庫が誘爆した事で大爆発が発生して船体は真っ二つに割れたというが、駆逐艦「ハッチンス」の戦闘報告によると横転して艦体は二つに折れたが爆発はしていないという。。

アメリカ軍によれば、「扶桑」艦首前半部分は午前4時20-30分頃に沈没し、転覆して浮いていた艦尾後半部分は午前5時20分頃に重巡洋艦「ルイビル」が砲撃して沈めた。沈没位置は日本側の記録では、レイテ湾 北緯10度24分 東経125度21分 / 北緯10.400度 東経125.350度、アメリカ軍の記録では北緯10度25分 東経125度20分 / 北緯10.417度 東経125.333度となっている。
多くの資料で「扶桑」艦長阪匡身少将を含む幹部以下全員が戦死したとあるが、記録では「扶桑」所属乗組員7名がマニラ地区の地上兵力に編入された。異説としては「扶桑」にも「山城」と同様10名の生存者がいて戦後帰還しているとする江崎寿人大尉（「山城」主計長）の証言もあり、同じ日に沈んだ「山城」には自軍に救助された乗組員がいない事などから情報が混同されている可能性もあり、日米の証言、資料にも差があり、詳細は未だ不明の様である。また、戦後レイテ沖海戦時「扶桑」二分隊主砲二番砲塔換装室員であった小川英雄一等兵曹（当時）が沈没時の様子を描いた手記を残している。
1945年（昭和20年）8月31日、除籍。

## 海底での扶桑
特徴的な艦橋は船体から分離して45mほど離れた場所で横倒しになって沈んでいる。船体は転覆した状態で沈んでいる。船体は分離こそしていないが、艦首部分は大きく右側に曲がっており右舷の舷側には2つの巨大な裂目が出来ている。

## 艦歴（年表）
- 1912年3月11日　呉海軍工廠で起工
- 1914年3月28日　命名[19]、進水。
- 1915年11月8日　竣工
- 1923年9月6日〜22日　関東大震災救援行動
- 1925年5月1日[117]昭和天皇の弟宮高松宮宣仁親王（海軍少尉）が扶桑着任（長門乗組みからの転任）[118]。
- 1928年

4月2日〜5日 厦門入港。
4月9日〜14日 と戦艦長門、陸奥、軽巡洋艦天龍、給油艦鶴見、駆逐艦16隻、香港まで親善の訪問を行う。
- 1930年4月19日〜1933年5月12日　呉海軍工廠で第一次近代化改装（機関の重油専焼缶への換装・バルジの付加など）
- 1933年11月15日高松宮宣仁親王（海軍大尉）、扶桑分隊長。
- 1934年

実働戦力低下のため一時的に戦列復帰（榛名と入れ替わりに改装に復帰）
9月〜10月中旬　第一艦隊第一戦隊として朝鮮半島・旅順・青島市等を訪問。
10月下旬　呉海軍工廠で第二次近代化改装（艦尾延長・第三主砲塔係留位置変更・カタパルト設置）
11月1日　宣仁親王、海軍大学校甲種学生となり退艦（発令1日、退艦2日）。
- 1935年2月19日
- 1939年秋〜1941年春　太平洋戦争出師準備改装（艦尾延長・カタパルト移設・測距儀換装・応急注排水装置装備・舷外電路装備）
- 1942年

4月18日〜22日　東京空襲の米空母機動部隊追撃　
5月29日〜6月17日　MI作戦支援、キスカ方面に出動、横須賀に帰港。
11月15日〜1943年1月15日　候補生実習艦として実戦から外される。
- 1943年

6月8日　「陸奥」爆沈に遭遇、救助活動に従事。
秋以降、トラック泊地に進出。
- 1944年

2月25日　第一艦隊解散により連合艦隊付属に編入（1月ごろリンガ泊地へ進出）。
5月中旬　「長門」とともに機動部隊・乙部隊に臨時編入。タウイタウイへ進出。
5月27日　アメリカ軍のビアク上陸を受け、渾作戦間接援護隊旗艦として出撃、6月5日ダバオへ入港。
7月1日　第四駆逐隊（満潮、野分、山雲）に護衛されダバオ出発。タラカンを経由して内地帰投。
7月15日　呉工廠に入渠し、機銃・電探の増備工事開始（8月14日出渠）。
9月5日　第二遊撃部隊（通称「志摩艦隊」）として、第五艦隊各艦と共に内海西部で訓練を実施。
9月10日　新編された第二戦隊に編入され、第二艦隊編入。
9月22日　輸送任務を兼ね、第十七駆逐隊に護衛されて内地を出撃。
9月24日　第二戦隊は第一遊撃部隊（通称「栗田艦隊」）に編入。
10月4日　栗田艦隊にリンガ泊地で合流、8日ブルネイへ進出、22日15:30出撃。（スル海・スリガオ海峡経由レイテ突入航路）
10月25日　スリガオ海峡夜戦にてアメリカ艦隊の雷撃で魚雷が命中して横転、大爆発を起こして沈没した(-180m / 600 fsw)。
- 1945年8月31日　除籍[4]。

## 主要目一覧
| 要目       | 新造時 （1915年）                | 艦尾延長時 （1935年）                      | レイテ沖海戦時 （1944年）                         |
| ---------- | -------------------------------- | ------------------------------------------ | ------------------------------------------------- |
| 排水量     | 基準：29,330t 常備：30,998t      | 基準：34,700t 公試：39,154t                |                                                   |
| 全長       | 205.13m                          | 212.75m                                    | ←                                                 |
| 全幅       | 28.65m                           | 33.08m                                     | ←                                                 |
| 吃水       | 8.69m                            | 9.69m                                      |                                                   |
| 主缶       | 宮原式混焼缶両面8基 同片面16基   | ロ号艦本式4基 同ハ号缶2基                  | ←                                                 |
| 主機       | ブラウンカーチス式タービン       | 艦本式タービン4基4軸                       | ←                                                 |
| 軸馬力     | 40,000shp                        | 75,000shp※※                                | ←                                                 |
| 速力       | 22.5ノット（計画）               | 24.5ノット（計画）※※                       |                                                   |
| 航続距離   | 8,000海里/14ノット               | 11,800海里/16ノット※※                      |                                                   |
| 燃料       | 石炭：4,000t 重油：1,000t        | 重油：5,100t                               |                                                   |
| 乗員       | 1,193名                          | 1,396名                                    | 1,637名                                           |
| 主砲       | 四一式35.6cm連装砲6基            | ←                                          | ←                                                 |
| 副砲       | 四一式15.2cm単装砲16門           | ←                                          | 同14門                                            |
| 高角砲     | なし                             | 12.7cm連装砲4基                            | ←                                                 |
| 機銃       |                                  | 13mm4連装4基 25mm連装8基                   | 25mm3連装8基 25mm連装16基 同単装39挺 13mm単装10挺 |
| 魚雷       | 53cm水中発射管6門                | なし                                       | ←                                                 |
| その他兵装 |                                  |                                            | 21号電探1基 22号2基 13号2基                       |
| 装甲       | 水線305mm 甲板64mm 主砲天蓋152mm | 水線305mm 甲板100mm 主砲天蓋152mm 縦壁75mm |                                                   |
| 搭載機     | なし                             | 水偵3機 カタパルト1基                      | ←                                                 |

※ ←は左に同じ（変更無し）。空白は不明。1944年は推定を含む。

※※ 艦尾延長前の数値。

### 公試成績
| 実施日        | 種類                | 排水量                   | 回転数    | 出力       | 速力         | 実施場所 | 備考        | 出典    |
| ------------- | ------------------- | ------------------------ | --------- | ---------- | ------------ | -------- | ----------- | ------- |
| 1915年8月29日 |                     |                          | 217.85rpm | 46,263馬力 | 23.004ノット |          |             | [ 124 ] |
|               | 新造公試 全力       | 30,662トン               | 287.85rpm | 46,335 SHP | 22.93ノット  |          |             | [ 16 ]  |
|               | 高速航続力試験 全力 | 34,440トン               | 279.70rpm | 43,891 SHP | 21.923ノット |          | 2時間続航   | [ 16 ]  |
|               | 高速航続力試験 8/10 | 34,760トンから30,910トン | 262.72rpm | 36,024 SHP | 19.675ノット |          | 9時間続航   | [ 16 ]  |
|               | 高速航続力試験 6/10 | 34,760トンから30,910トン | 241.19rpm | 27,111 SHP | 19.097ノット |          | 160時間続航 | [ 16 ]  |
| 1933年5月10日 | 大改装後            |                          |           |            | 24.68ノット  | 宿毛沖   |             | [ 125 ] |

## 歴代艦長
※『艦長たちの軍艦史』18-21頁、『日本海軍史』第9巻・第10巻の「将官履歴」及び『官報』に基づく。
- 佐藤皐蔵 大佐：1915年2月26日[126] - 1915年12月13日

兼呉海軍工廠艤装員（1915年2月26日 - 1915年11月8日）
- 向井弥一 大佐：1915年12月13日 - 1916年12月1日
- 山岡豊一 大佐：1916年12月1日 - 1917年12月1日
- 竹内重利 大佐：1917年12月1日 - 1918年12月1日
- （兼）生野太郎八 大佐：1918年12月1日 - 1919年4月1日
- 島内桓太 大佐：1919年4月1日 - 1919年11月20日
- 大谷幸四郎 大佐：1919年11月20日 - 1920年11月20日
- 大石正吉 大佐：1920年11月20日 - 1921年12月1日
- 漢那憲和 大佐：1921年12月1日 - 1922年12月1日
- 加々良乙比古 大佐：1922年12月1日 - 1923年12月1日
- 白石信成 大佐：1923年12月1日 - 1924年7月18日
- 米内光政 大佐：1924年7月18日 - 1924年11月10日
- 高橋三吉 大佐：1924年11月10日 - 1925年12月1日
- 濱野英次郎 大佐：1925年12月1日 - 1926年11月1日
- 杉浦正雄 大佐：1926年11月1日 - 1927年8月20日
- 市村久雄 大佐：1927年8月20日 - 1928年12月10日
- 池田武義 大佐：1928年12月10日 - 1929年11月30日
- 蔵田直 大佐：1929年11月30日 - 1930年12月1日
- 杉坂悌二郎 大佐：1930年12月1日 - 1931年12月1日
- 町田進一郎 大佐：1931年12月1日 - 1932年12月1日
- 荒木貞亮 大佐：1932年12月1日 - 1934年11月15日
- 岩村清一 大佐：1934年11月15日 - 1935年11月15日
- 草鹿任一 大佐：1935年11月15日 - 1936年12月1日
- 吉田庸光 大佐：1936年12月1日 - 1937年1月26日
- 高崎武雄 大佐：1937年1月26日 - 1937年12月1日
- 阿部弘毅 大佐：1937年12月1日 - 1938年4月1日
- （兼）青柳宗重 大佐：1938年4月1日 - 1938年4月25日
- 藤田類太郎 大佐：1938年4月25日 - 1938年11月5日
- 岸福治 大佐：1938年11月5日 - 1939年11月1日
- （兼）山口儀三郎 大佐：1939年11月1日 - 1939年11月15日
- 佐藤勉 大佐：1939年11月15日 - 1940年10月15日
- 河野千万城 大佐：1940年10月15日 - 1941年9月15日
- 木下三雄 大佐：1941年9月15日 - 1942年12月5日
- 古村啓蔵 大佐：1942年12月5日 - 1943年6月1日
- 鶴岡信道 大佐：1943年6月1日[62] - 1944年2月23日
- 阪匡身 少将：1944年2月23日[127] - 1944年10月25日戦死

## その他
- 戦後の競走馬である第4回安田賞の優勝馬フソウ号の馬名およびその生産牧場である扶桑牧場の名は扶桑に由来する。馬主の親族が扶桑の艦長を務めていた事に因んだ。

## 同型艦
- 山城

## 画像集

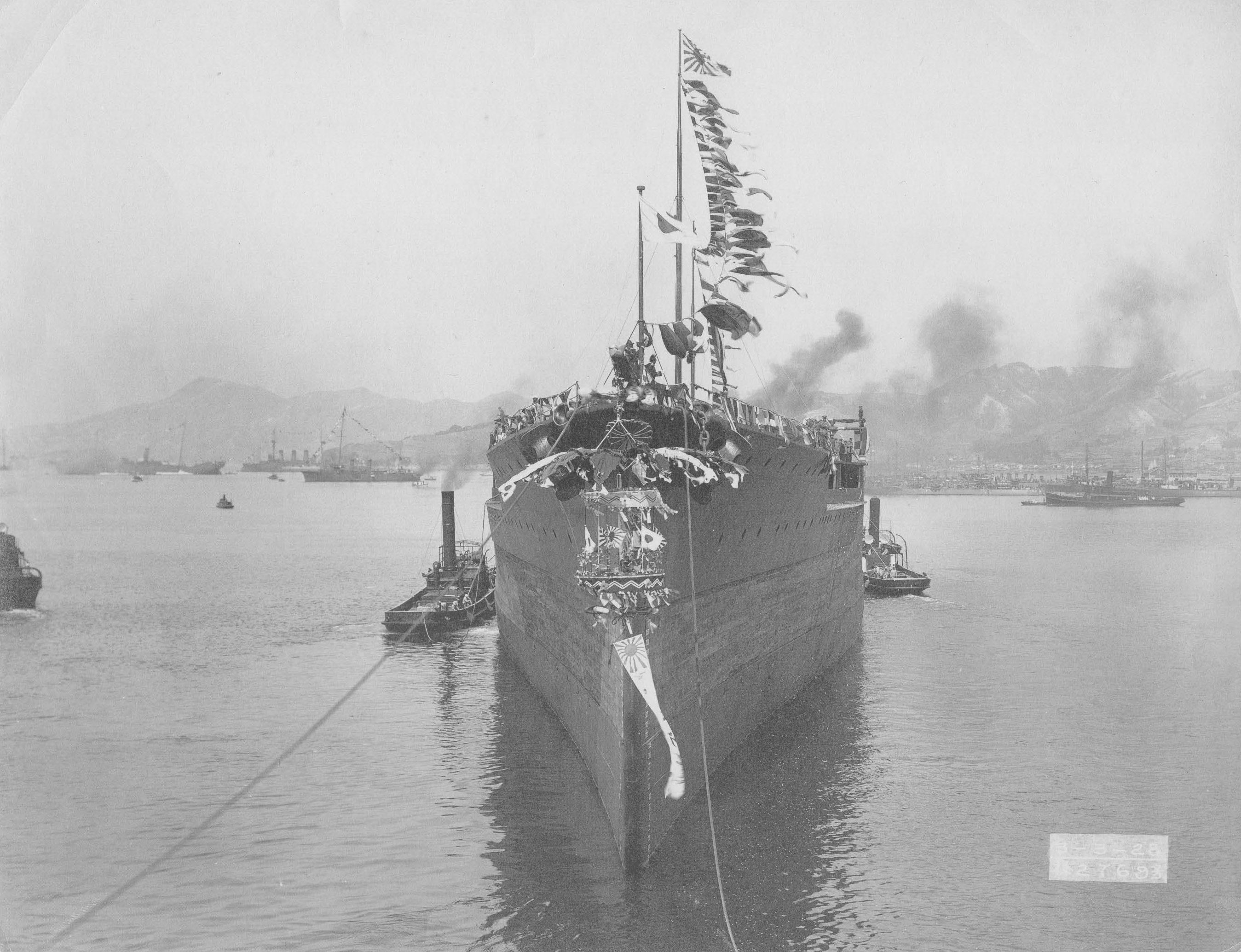
1914年3月28日呉で進水する扶桑。
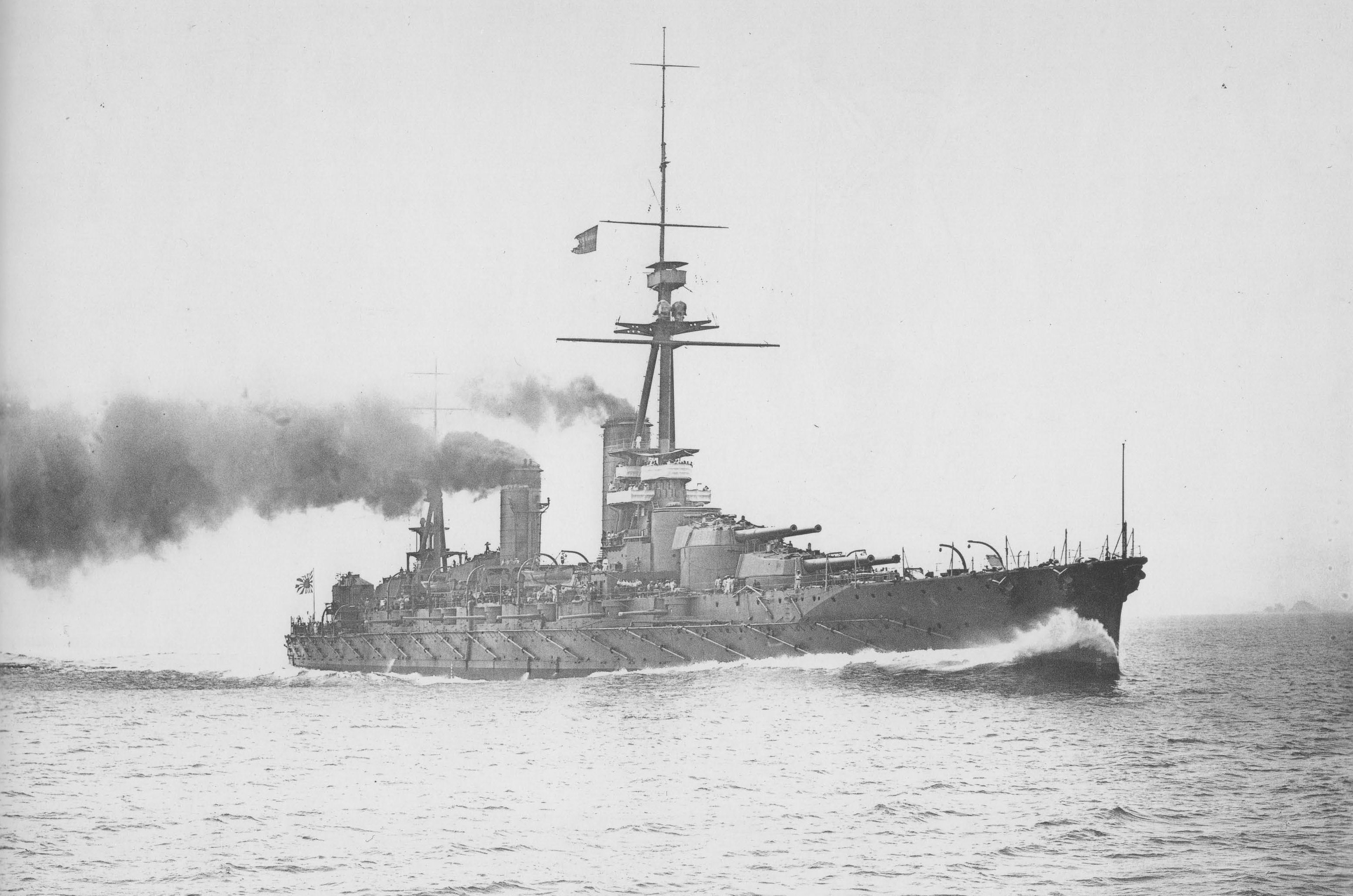
1915年8月24日全力公試験中の扶桑。
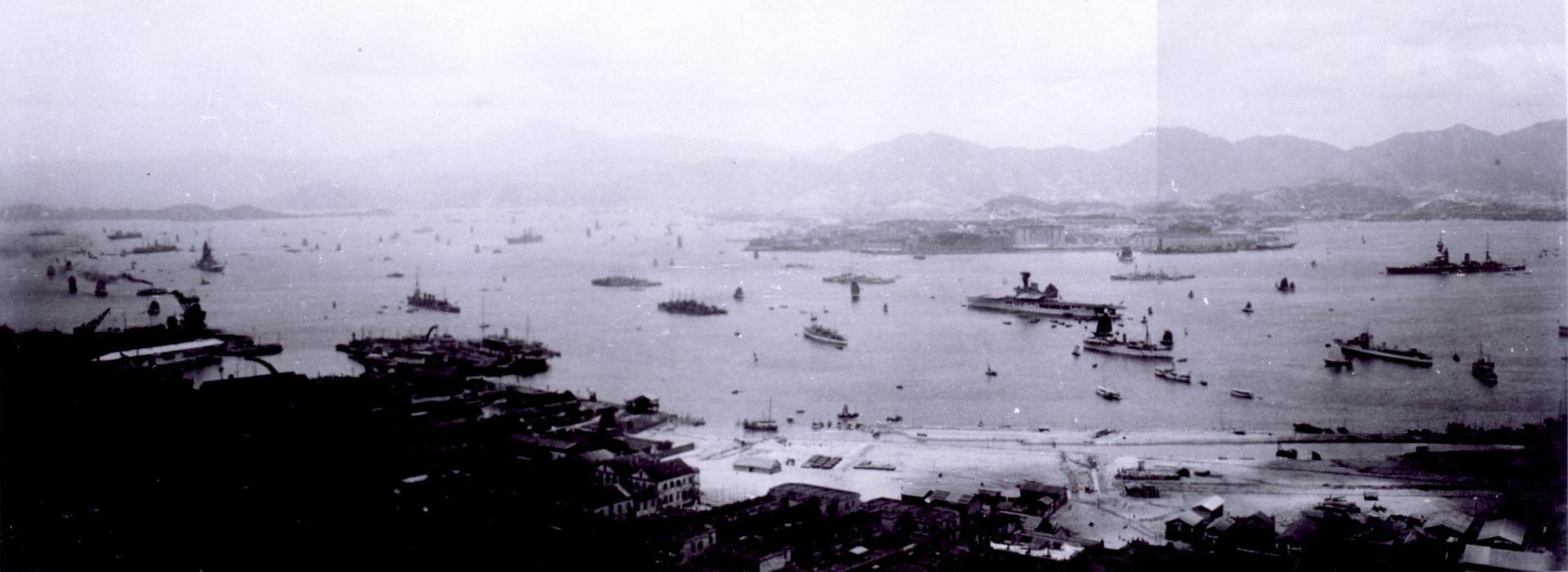
1928年、香港ビクトリア・ハーバーでの連合艦隊。右側に扶桑を確認できる。
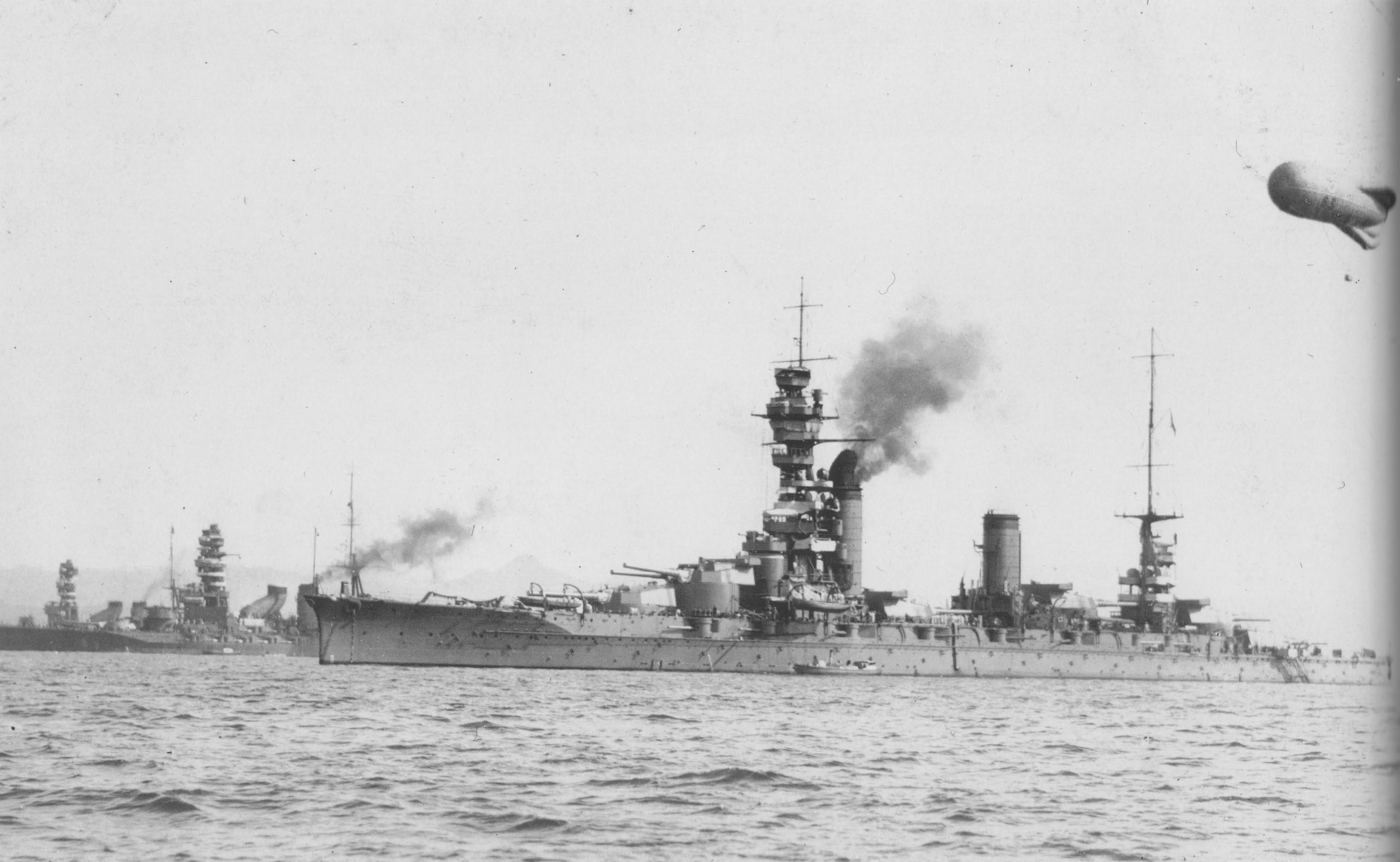
1928年、三田尻沖に停泊する扶桑。1924年の改装で前部マストを檣楼化しているのが判る。第三砲塔も艦尾側を向いている。
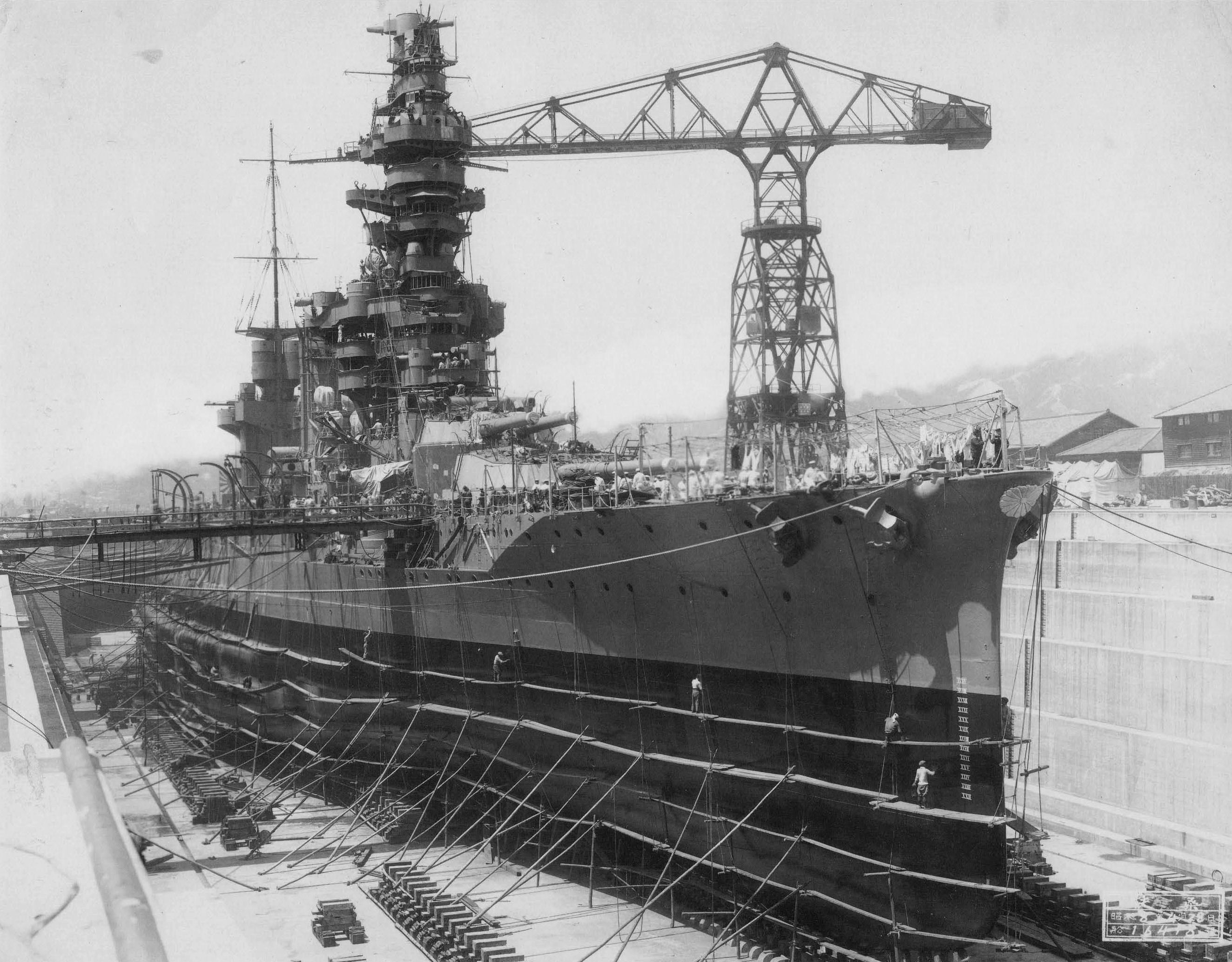
1933年4月28日第一次近代化改装を終えて試験準備中の扶桑。
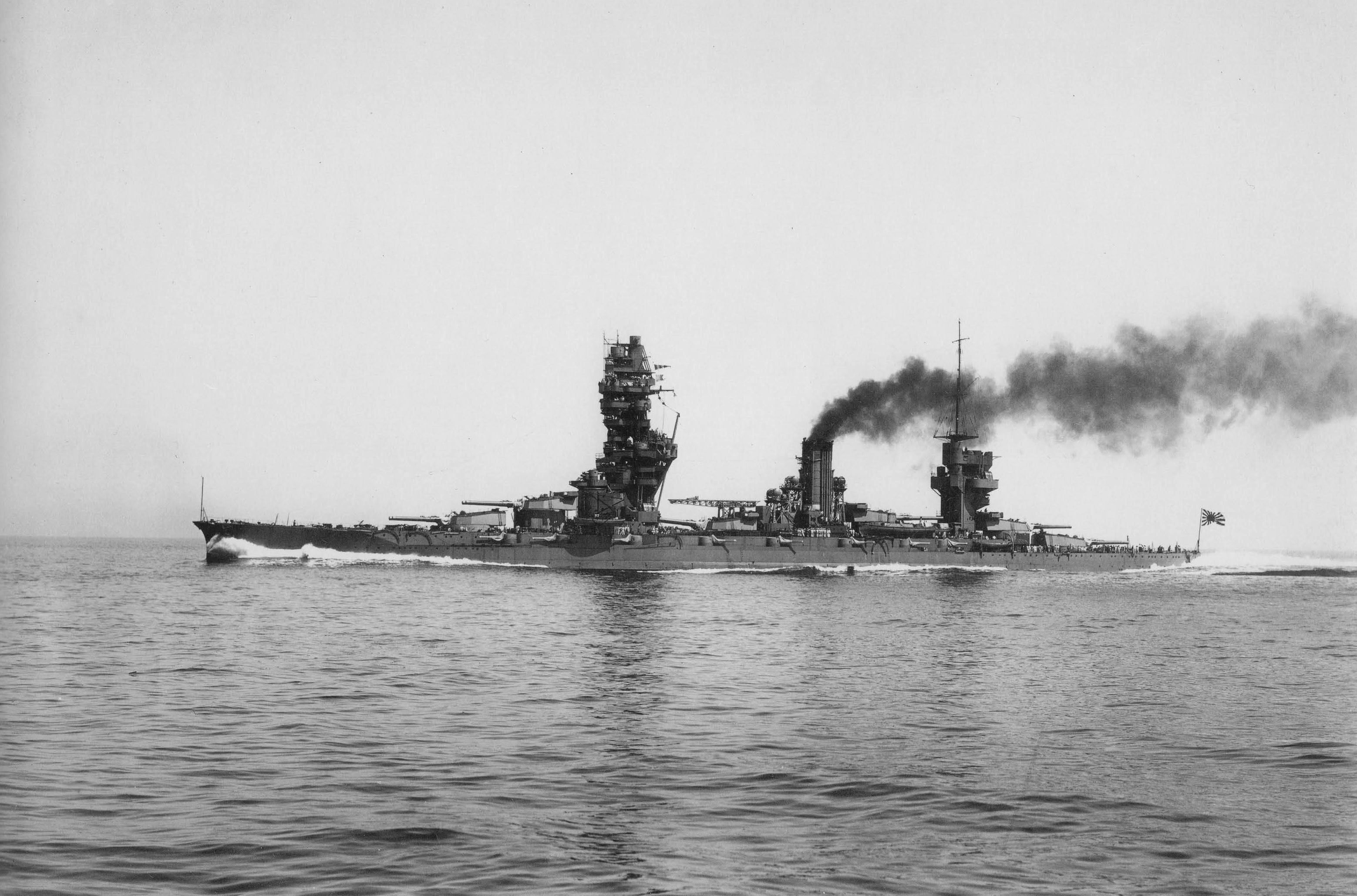
1933年5月10日改装後の全力公試中の扶桑。第三砲塔艦首側に向くよう変更されている。
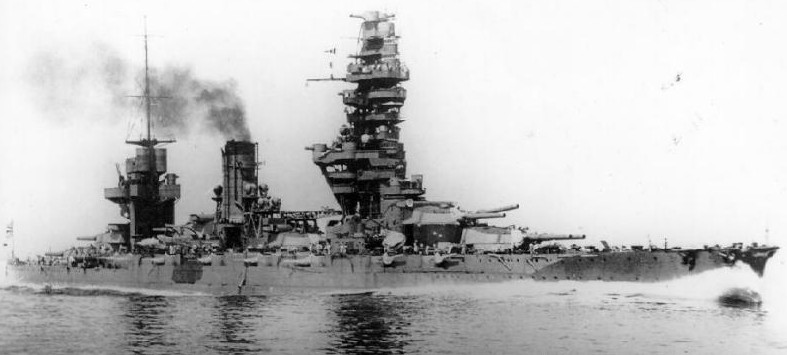
同じく1933年5月10日に撮影された扶桑。
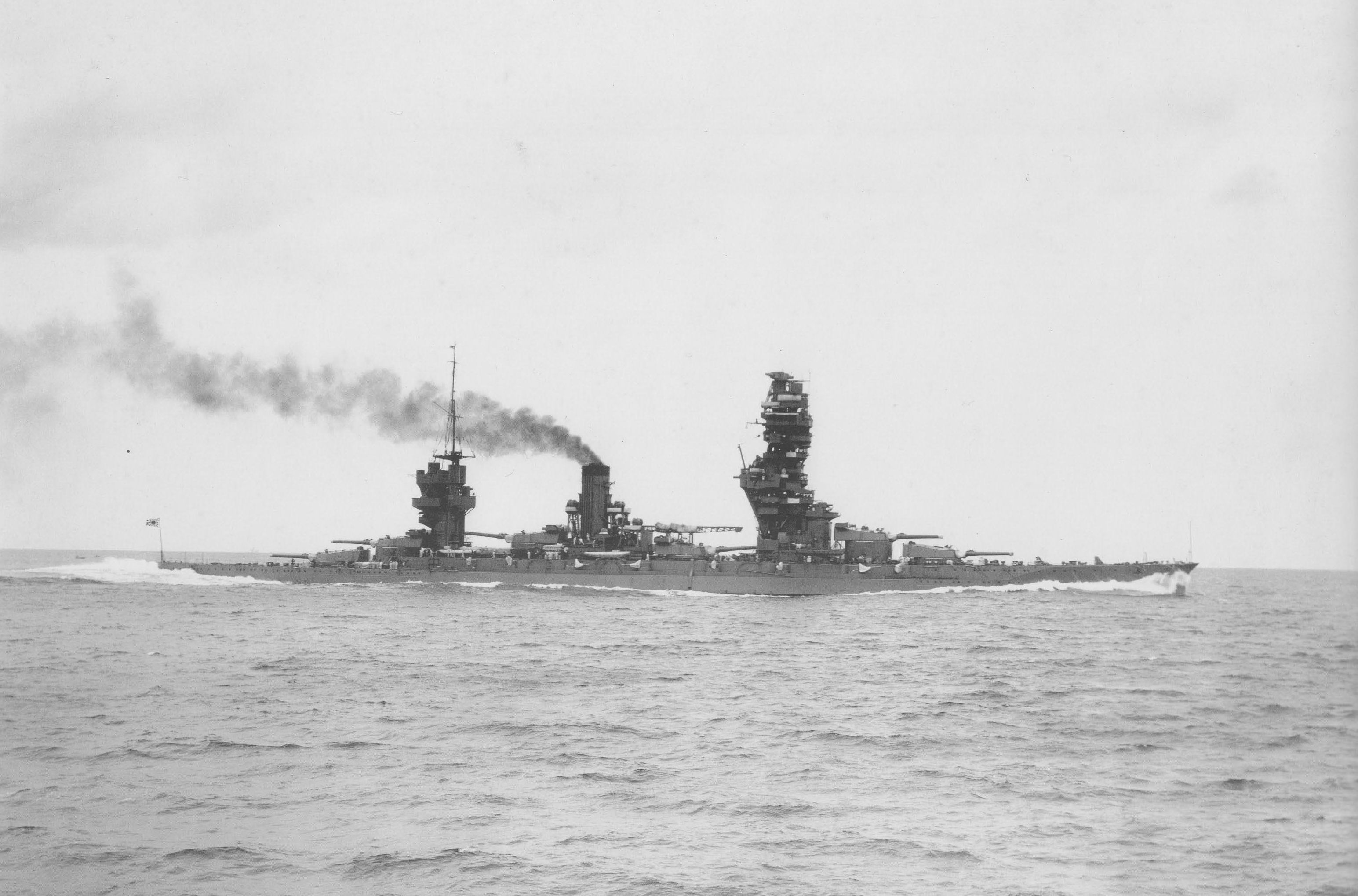
同じく1933年5月10日に撮影された扶桑。扶桑独特の艦橋構造物のくびれが分かる。
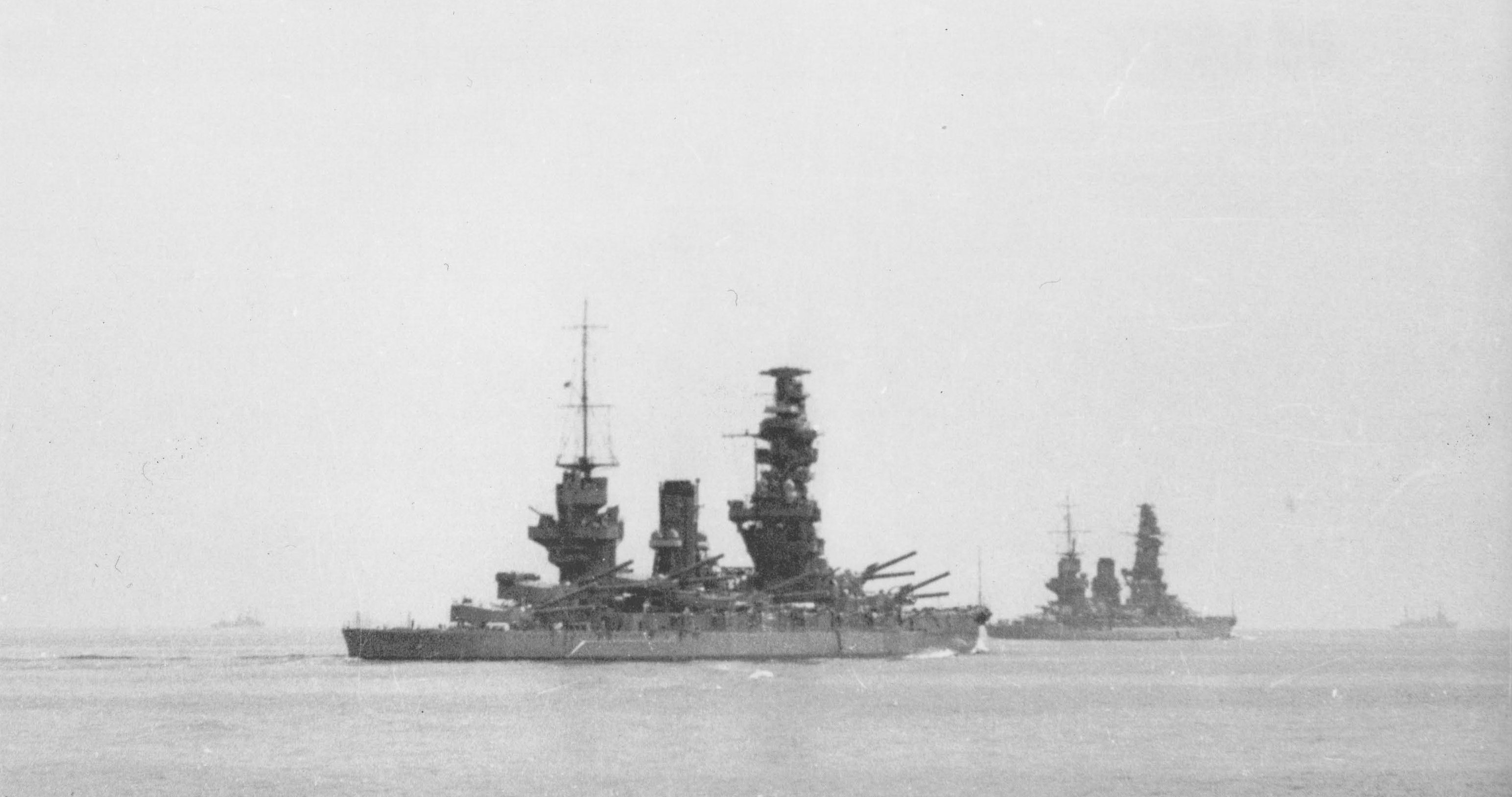
1935年春4月ないし5月演習中の扶桑、山城。
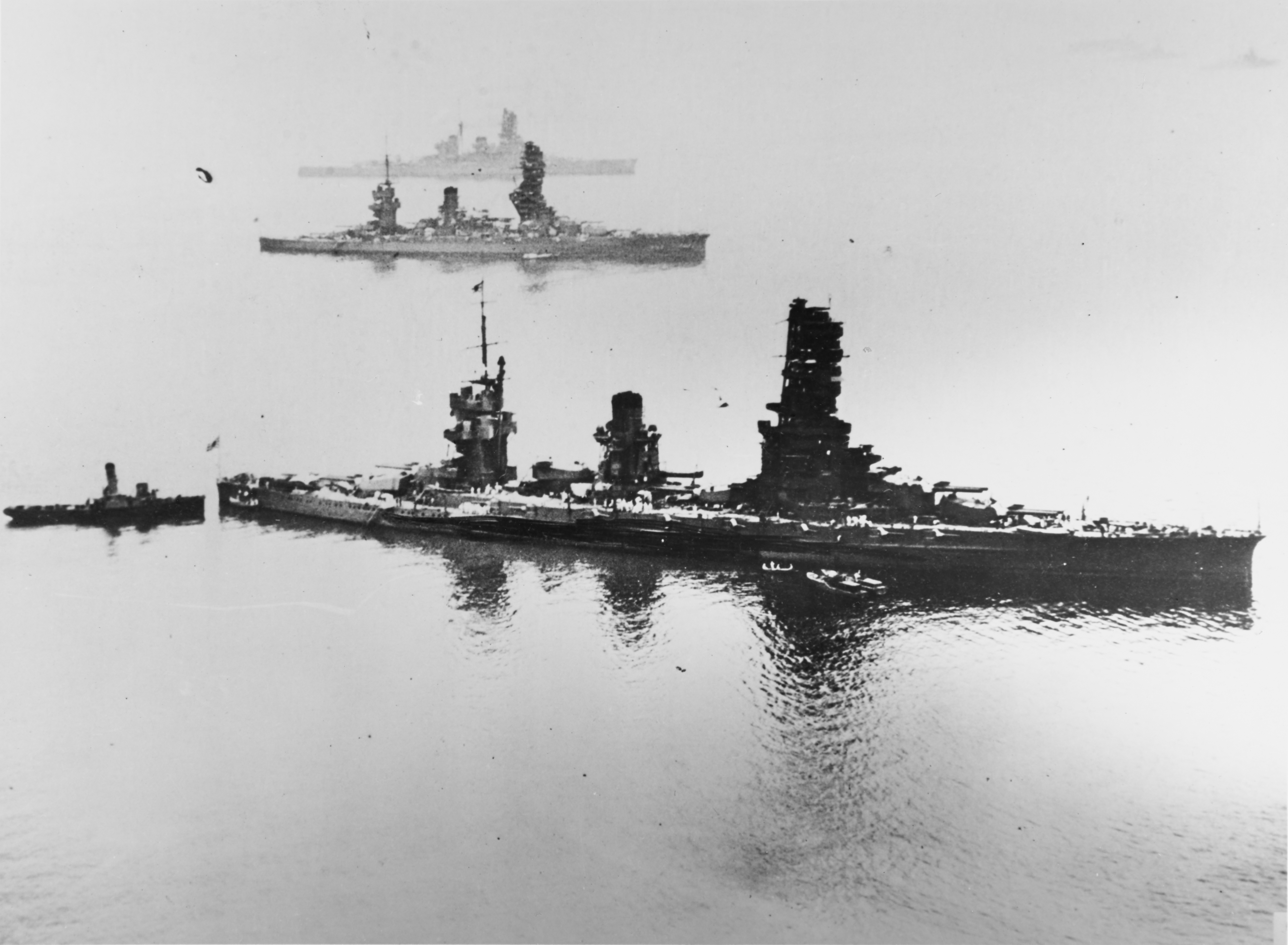
1938年ごろの山城（手前）扶桑（中央）榛名（奥）、扶桑は1935年末に二度目の近代化改装を実施し艦尾を延長している。
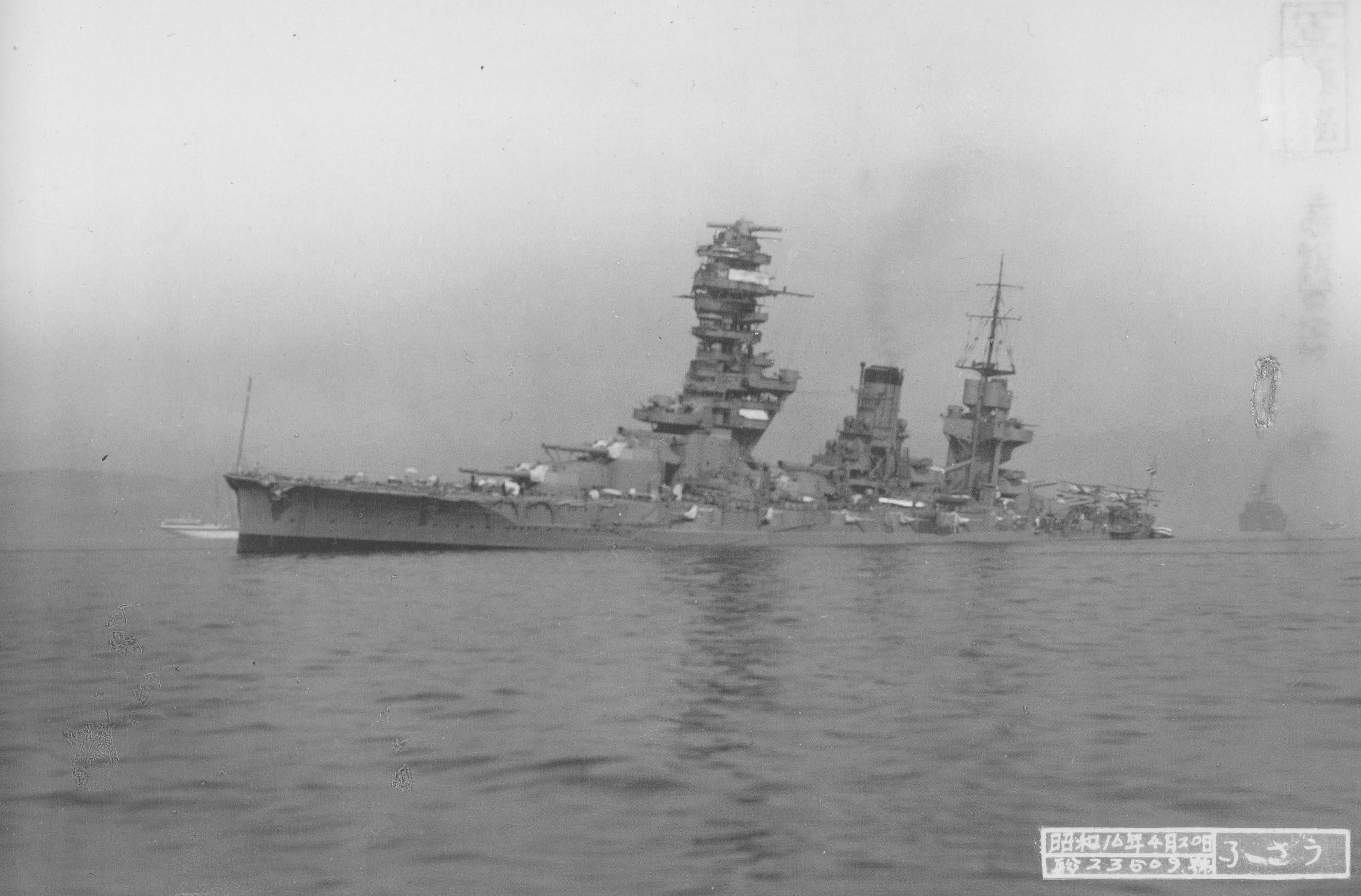
日米間の緊張が高まる1941年4月20日浮力復元テストを実施中の扶桑。
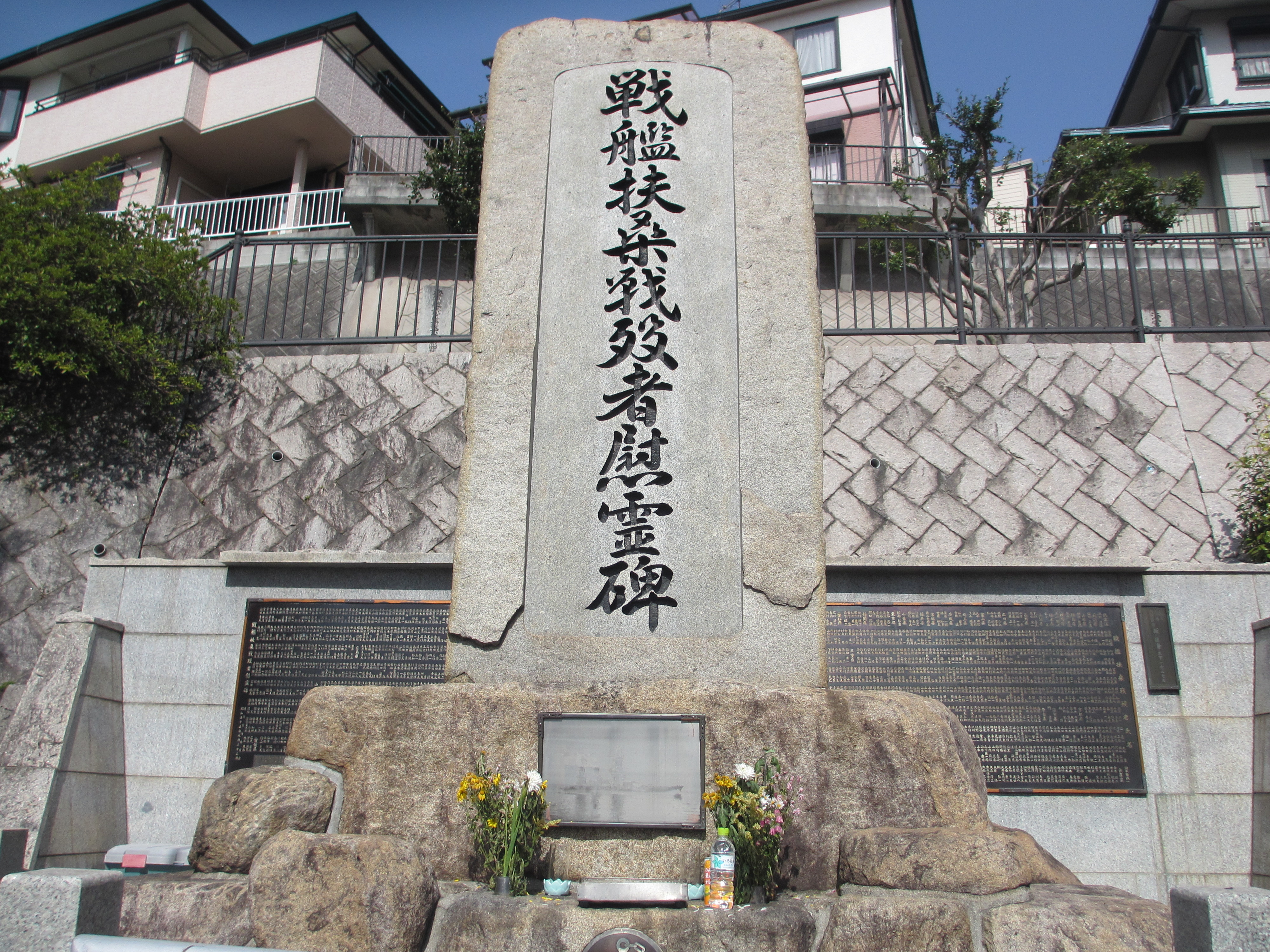
呉市上長迫町旧海軍墓地、第八十二号海防艦戦没者慰霊碑上方
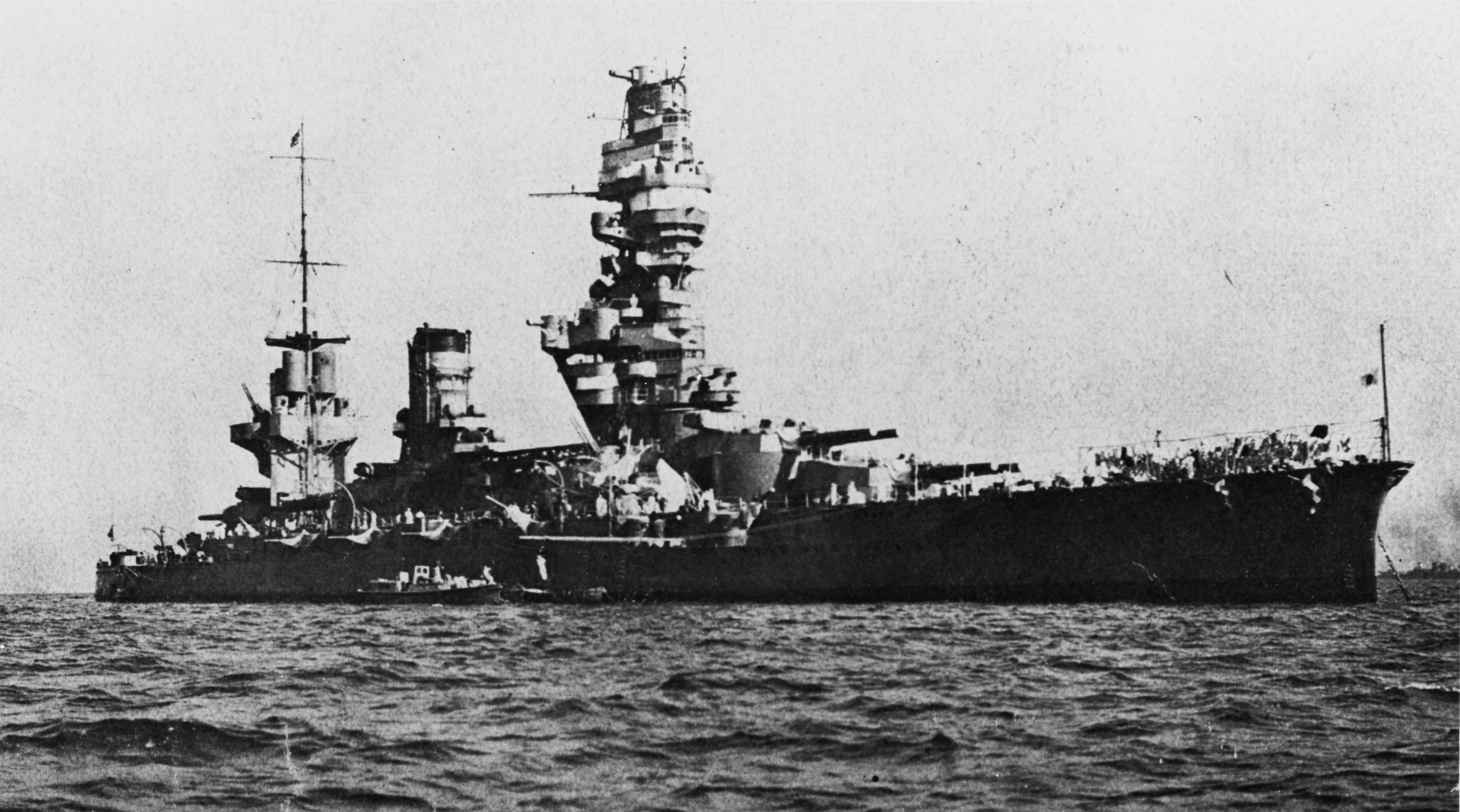
扶桑近代化改装後ポストカード。